# Stanisław Mikołaj Galiński
Stanisław Mikołaj Galiński (Galimski) herbu Rawicz – wojski orszański w 1688 roku, sędzia grodzki orszański w 1687 roku.
Poseł sejmiku orszańskiego na sejm zwyczajny 1688 roku, sejm nadzwyczajny 1688/1689 roku, sejm zwyczajny 1692/1693 roku, sejm 1695 roku.